# Янг Дилан Тайлера Перри
Янг Дилан Тайлера Перри — американское комедийное телешоу, созданное Тайлером Перри, премьера которого состоялась в США 29 февраля 2020 года.

## Описание
Мальчик Дилан — начинающий хип-хоп-артист. Когда его мать однажды не приходит домой, бабушка Виола отправляет мальчика на воспитание к дяде Майлзу Уилсону и тете Ясмин. Но стиль жизни Дилана противоречит правилам семьи Майлза. И вскоре безупречный дом Уилсона переворачивается вверх дном.

## Сюжет
Молодую и благополучную семью Уилсонов ждут серьезные испытания. Майлз и Ясмин — счастливые родители восьмилетнего Чарли и одиннадцатилетней Ребекки. Они учат своих детей взаимовыручке, хорошим манерам, усердию и послушанию. Но все меняется, когда бабушка Виола привозит к ним восьмилетнего сорванца Дилана. Малыш Дилан — племянник Уилсонов, мать которого сбежала, оставив ребенка бабушке. Виола убеждает супругов, что с Чарли и Ребеккой Дилану будет гораздо лучше, чем в её доме в окружении стариков. Свободолюбивый и по меркам Уилсонов трудный ребенок с первых дней превращает их размеренную жизнь в кавардак. Он считает себя восходящей рэп-звездой, говорит исключительно на сленге и не испытывает никакого уважения к старшим. Но вместе с тем мальчик становится настоящим другом и долгожданным братом для Чарли, да и остальным членам семьи будет чему у него поучиться. https://okko.tv/serial/tyler-perrys-young-dylan Архивная копия от 18 января 2022 на Wayback Machine

## В ролях
- Карл Энтони Пэйн II — Майлз Уилсон, отец Чарли и Ребекки.
- Миеко Хиллман — Ясмин Уилсон, мама Чарли и Ребекки.
- Хиро Хантер — Чарли Уилсон.
- Янг Дилан — Янг Дилан.
- Селина Смит — Ребекка Уилсон.
- Алома Райт — Виола Уилсон, бабушка Янг Дилана.

## Список серий

### Первый сезон (2020—2021)
| № | Название             | Показ в США      | Показ в России                                     | Произв. код |
| --- | -------------------- | ---------------- | -------------------------------------------------- | ----------- |
| 1 | «Воображаемый друг»  | 29 февраля 2020  | 6 февраля 2021 (Nickelodeon), 01 июня 2021 (Okko)  | 101         |
| Янг Дилан приезжает в семью своих родственников в поисках дома, но его уличные замашки вызывают у них оторопь.                                                                                               |                      |                  |                                                    |             |
| 2 | «Нет слов»           | 13 июня 2020     | 7 февраля 2021 (Nickelodeon), 01 июня 2021 (Okko)  | 102         |
| Дети помогают родителям приготовить банкет для боссов Ясмин. Майлз с трудом сочиняет речь в честь своей жены, а дети готовят еду по собственным рецептам.                                                    |                      |                  |                                                    |             |
| 3 | «Умник»              | 07 марта 2020    | 13 февраля 2021 (Nickelodeon), 01 июня 2021 (Okko) | 103         |
| У Ясмины новый клиент - сам Диджей Халид. Он готов дать Дилану шанс показать себя в мире рэпа и записать диск.                                                                                               |                      |                  |                                                    |             |
| 4 | «В погоне за мечтой» | 14 марта 2020    | 14 февраля 2021 (Nickelodeon), 01 июня 2021 (Okko) | 104         |
| Дилан с трудом приспосабливается к законам семьи Уилсон, вступает в конфронтацию с дядей, из-за чего чувствует себя нежеланным гостем.                                                                       |                      |                  |                                                    |             |
| 5 | «Как дважды два»     | 21 марта 2020    | 20 февраля 2021 (Nickelodeon), 01 июня 2021 (Okko) | 105         |
| Дилан не хочет ходить в школу и изо все сил старается этого избежать, даже подговаривает Чарли прогулять вместе с ним.                                                                                       |                      |                  |                                                    |             |
| 6 | «Подкрепление»       | 28 марта 2020    | 21 февраля 2021 (Nickelodeon), 01 июня 2021 (Okko) | 106         |
| В первый же школьный день Дилан возглавляет протест против школьной формы. |                      |                  |                                                    |             |
| 7 | «Цветочки»           | 20 июня 2020     | 27 февраля 2021 (Nickelodeon), 01 июня 2021 (Okko) | 107         |
| Не получив разрешение пойти на школьную дискотеку, Ребекка говорит, своему поклоннику, что ее бабушка умерла. Эта ложь вызывает серьезные потрясения в семье.                                                |                      |                  |                                                    |             |
| 8 | «Наглая ложь»        | 27 июня 2020     | 28 февраля 2021 (Nickelodeon), 01 июня 2021 (Okko) | 108         |
| Пока Майлз и Ясмин выясняют, где правда. где ложь, Дилан помогает им спланировать подходящее наказание для Ребекки.                                                                                          |                      |                  |                                                    |             |
| 9 | «Мама, где ты?»      | 11 июля 2020     | 06 марта 2021 (Nickelodeon), 01 июня 2021 (Okko)   | 109         |
| Дилан пишет пронзительный рэп про маму и провоцирует Майлза прочеть его дневник, чтобы убедиться, что всё хорошо. Дилан ловит его на этом, и убеждается, что все члены семьи лезут в личные дела друг друга. |                      |                  |                                                    |             |
| 10 | «Хороший урок»       | 18 июля 2020     | 07 марта 2021 (Nickelodeon), 01 июня 2021 (Okko)   | 110         |
| Ребекку травят онлайн, Дилан подбивает ее отца ответить на комментарии. Только его профиль не анонимный, и семья вынуждена улаживать последствия.                                                            |                      |                  |                                                    |             |
| 11 | «Природная красота»  | 25 июля 2020     | 13 марта 2021 (Nickelodeon), 01 июня 2021 (Okko)   | 111         |
| Дилан пытается помочь Чарли с домашней работой, но его неподобающий подход к урокам приводит к рэп-соревнованию между ним и учительницей.                                                                    |                      |                  |                                                    |             |
| 12 | «Особенная посылка»  | 19 сентября 2020 | 14 марта 2021 (Nickelodeon), 01 июня 2021 (Okko)   | 112         |
| Ребекка приставлена няней к Чарли и Дилану, когда курьер приносит посылку от мамы Дилана. Ребекка и Дилан спорят насчет правила "никому не открывать".                                                       |                      |                  |                                                    |             |
| 13 | «Играем рэп»         | 26 сентября 2020 | 20 марта 2021 (Nickelodeon), 01 июня 2021 (Okko)   | 113         |
| Семье нет покоя, пока Дилан ночь напролет играет на барабанах, и каждый пытается убедить его бросить это занятие.                                                                                            |                      |                  |                                                    |             |
| 14 | «Подарок»            | 03 октября 2020  | 21 марта 2021 (Nickelodeon), 01 июня 2021 (Okko)   | 114         |
| Дилану снится, что за ним приехала его мама, а он понимает, что не хочет уезжать. Сон становится реальностью, когда Виола рассказывает, что вернулась мама Дилана, и хочет его забрать.                      |                      |                  |                                                    |             |

### Второй сезон (2021—2022)
| № | Название                             | Показ в США      | Показ в России                                        | Произв. код |
| --- | ------------------------------------ | ---------------- | ----------------------------------------------------- | ----------- |
| 1 | «Пища для души»                      | 12 июня 2021     | 07 августа 2021 (Nickelodeon), 08 августа 2021 (Okko) | 201         |
| Дилан готовится вернуться в Чикаго со своей мамой, но изменения в их плане заставляют его усомниться в крепости их отношений. Вся семья пытается помочь Дилану пережить этот кризис.                                                                        |                                      |                  |                                                       |             |
| 2 | «Мой милый Чарли»                    | 19 июня 2021     | 08 августа 2021 (Nickelodeon), 09 августа 2021 (Okko) | 202         |
| Янг Дилан приезжает в семью своих родственников в поисках дома, но его уличные замашки вызывают у них оторопь. |                                      |                  |                                                       |             |
| 3 | «Сказание о двух рэперах»            | 26 июня 2021     | 14 августа 2021 (Nickelodeon), 01 августа 2021 (Okko) | 203         |
| Когда в школе ставят хип-хоп-версию Шекспира, на главную роль берут одноклассника Дилана, в обход его. Дилану достается роль дублера, но он полон решимости затмить своего соперника и стать главным героем пьесы.                                          |                                      |                  |                                                       |             |
| 4 | «Эйнштейны»                          | 03 июля 2021     | 15 августа 2021 (Nickelodeon), 01 августа 2021 (Okko) | 204         |
| Удачная догадка на уроке математики приводит Дилана в команду на важную викторину. Но его товарищ по команде Ребекка беспокоится, что он сведет на нет их шансы на предстоящих региональных соревнованиях.                                                  |                                      |                  |                                                       |             |
| 5 | «Кто это сделал?»                    | 10 июля 2021     | 21 августа 2021 (Nickelodeon), 06 августа 2021 (Okko) | 205         |
| Дилан играет в детектива после того, как в доме находят разбитой дорогую вазу. Он подозревает всех, но почему-то никто не признает свою вину. |                                      |                  |                                                       |             |
| 6 | «Битва за Магнитуды»                 | 07 августа 2021  | 22 августа 2021 (Nickelodeon), 08 августа 2021 (Okko) | 206         |
| Майлз соглашается составить компанию Дилану и провести ночь в очереди, чтобы сняться в музыкальном клипе и приобрести новые кроссовки, но после серии неудачи шансы Дилана получить Манитуды, стремительно тают.                                            |                                      |                  |                                                       |             |
| 7 | «11 друзей Оушена»                   | 14 августа 2021  | 28 августа 2021 (Nickelodeon), 14 августа 2021 (Okko) | 207         |
| Ребекка и Чарли тайком от отца берут в школу предмет его гордости, но попадаются директору, и он его конфискует. Дилан должен помочь брату и сестре совершить тщательно продуманное ограбление, чтобы вернуть вещь, пока Майлз не обнаружил пропажу.        |                                      |                  |                                                       |             |
| 8 | «Синяки и рулеты»                    | 21 августа 2021  | 29 августа 2021 (Nickelodeon), 14 августа 2021 (Okko) | 208         |
| Ребекка хочет использовать свой новый электросамокат для крутых постов в социальных сетях, а Дилану он нужен для его рэп-роликов. Главное, что обоим нужно спрятать его от родителей, если они хотят его сохранить.                                         |                                      |                  |                                                       |             |
| 9 | «Дружеские рифмы»                    | 17 июля 2021     | 5 февраля 2022 (Nickelodeon), 12 ноября 2021 (Okko)   | 209         |
| У Дилана новый трек, и он надеется прославиться с его помощью, но тут не обойтись без вокалистки. Он приглашает Ребекку, а потом не может сдержать свою ревность, когда она начинает привлекать больше внимания, чем он.                                    |                                      |                  |                                                       |             |
| 10 | «Белки-скауты и маски из водорослей» | 23 сентября 2021 | 6 февраля 2022 (Nickelodeon), 13 ноября 2021 (Okko)   | 210         |
| Случайно запершись в гараже вместе с Майлзом, Дилан проявляет свою уличную смекалку, а Черли свой скаутский опыт. Но кто сумеет найти выход? |                                      |                  |                                                       |             |
| 11 | «Плохой парень Чарли»                | 30 сентября 2021 | 12 февраля 2022 (Nickelodeon), 30 января 2022 (Okko)  | 211         |
| Чарли испытывает искушение изменить свою репутацию, когда группа школьных хулиганов берет его в свою банду. А значит, Дилану придется переубедить брата. Ребекка и Бетани устраивают акцию протеста, когда их не берут в футбольную команду.                |                                      |                  |                                                       |             |
| 12 | «Дилан и Ребекка против Алькатраса»  | 07 октября 2021  | 13 февраля 2022 (Nickelodeon), 30 января 2022 (Okko)  | 212         |
| Ребекка и Дилан придумывают, как сбежать из дома, пробравшись мимо Виолы, которую прозвали "Алькатрас", потому что от нее еще никому не удалось сбежать. Чарли готовит доклад об исторической личности, которая его вдохновляет.                            |                                      |                  |                                                       |             |
| 13 | «Слишком много уроков»               | 14 октября 2021  | 19 февраля 2022 (Nickelodeon), 01 февраля 2022 (Okko) | 213         |
| Дилан всех уверяет, что бейсбол — не очередное мимолетное увлечение, но, когда он вскоре решает бросить игру, ему приходится скрывать это решение от членов семьи. Ребекка выбирает, что положить в классную капсулу времени.                               |                                      |                  |                                                       |             |
| 14 | «Школа с привидениями»               | 21 октября 2021  | 20 февраля 2022 (Nickelodeon), 13 февраля 2022 (Okko) | 214         |
| Дилан и Чарли украшают школу к Хэллоуину, но узнают, что жуткий охранник хранит страшную тайну. Ребекка и Бетани не могут договориться о костюме для колядования.                                                                                           |                                      |                  |                                                       |             |
| 15 | «Дилан против Мистера Икс»           | 28 октября 2021  | 26 февраля 2022 (Nickelodeon), 02 февраля 2022 (Okko) | 215         |
| Популярность Дилана растет, когда он вступает в онлайн рэп-баттл с соперником, но давление, которое он испытывает в прямом эфире, создает новые проблемы. Ребекке поручили сольную партию в церкви, из-за чего Ясмин и Виола сошлись в жарком споре о моде. |                                      |                  |                                                       |             |
| 16 | «Кроватные бои»                      | 04 ноября 2021   | 27 февраля 2021 (Nickelodeon), 03 февраля 2022 (Okko) | 216         |
| Чтобы написать доклад о поведении животных в дикой природе, Ребекка наблюдает (а порой и провоцирует) за борьбой Дилана и Чарли за главенство их маленькой общей спальне.                                                                                   |                                      |                  |                                                       |             |
| 17 | «Доносчику первый кнут»              | 18 ноября 2021   | 05 марта 2022 (Nickelodeon), 06 февраля 2022 (Okko)   | 217         |
| Дилана обвинили в том, чего он не делал, и теперь он должен решить: раскрыть истинного виновника или взять вину на себя и понести наказание. Чарли и Ребекка думают, что их семью выселяют из дома.                                                         |                                      |                  |                                                       |             |
| 18 | «Набрать кредитов»                   | 25 ноября 2021   | 06 марта 2022 (Nickelodeon), 07 февраля 2022 (Okko)   | 218         |
| В надежде снять шикарный музыкальный клип, Дилан заводит кредитную карту и начинает заказывать все необходимое, чтобы преуспеть. Он берет в компанию Ребекку и Чарли, но неожиданно дети узнают, что кредиты надо возвращать.                               |                                      |                  |                                                       |             |
| 19 | «Несбывшиеся рэп-мечты»              | 09 декабря 2021  | 07 марта 2022 (Nickelodeon), 08 февраля 2022 (Okko)   | 219         |
| Дилан узнает, что его новый подменный учитель — бывшая звезда рэпа, и хочет вернуть его на вершину. Но после успешного возрождения бывшей звезды Дилан убеждается, что его собственная мечта остается недосягаемой. Неужели он навсегда выйдет из игры?     |                                      |                  |                                                       |             |
| 20 | «В ожидании Санты»                   | 02 декабря 2021  | 07 января 2022 (Nickelodeon), 08 января 2022 (Okko)   | 220         |
| Семья хочет сделать так, чтобы первое Рождество Дилана вдали от дома стало незабываемым, но перегибает палку, пытаясь воссоздать его любимые традиции. Дети впадают в панику, осознав, что у них нет подарков для родителей.                                |                                      |                  |                                                       |             |

### Третий сезон (2022)
| №  | Название                 | Показ в США  | Произв. код |
| -- | ------------------------ | ------------ | ----------- |
| 1  | «TBA»                    | TBA          | 301         |
| 2  | «TBA»                    | TBA          | 302         |
| 3  | «How to Catch a Scammer» | 21 июля 2022 | 303         |
| 4  | «TBA»                    | TBA          | 304         |
| 5  | «TBA»                    | TBA          | 305         |
| 6  | «TBA»                    | TBA          | 306         |
| 7  | «TBA»                    | TBA          | 307         |
| 8  | «TBA»                    | TBA          | 308         |
| 9  | «Friday the Juneteenth»  | 19 июня 2022 | 309         |
| 10 | «TBA»                    | TBA          | 310         |